# Antiken
Antiken (av latin antiquus, "forntida", "gammaldags", av ante, "före") är en epok i Medelhavsområdets historia. Den varade från cirka 800 f.Kr. till cirka 500 e.Kr. Epoken kännetecknas av stort kulturellt inflytande från antikens Grekland och romarriket.
Under antiken formades det klassiska västerländska kulturarvet inom särskilt filosofi, konst, politik, astronomi och matematik. Kristendomen formades i stor utsträckning under senantiken och modern empirisk naturvetenskap uppstod endast långt senare. I södra Europa, men inte nödvändigtvis på andra platser, följdes antiken av en kulturell nedgång; förnyat intresse för antik kultur har därför betecknats som en pånyttfödelse eller renässans. I den europeiska kulturen är antiken intimt förknippad med ordet klassisk i betydelsen traditionell och av bestående värde. Historiskt har det klassiska arvet från Grekland och Rom utgjort en självklar referens inom konst, vetenskap och filosofi.

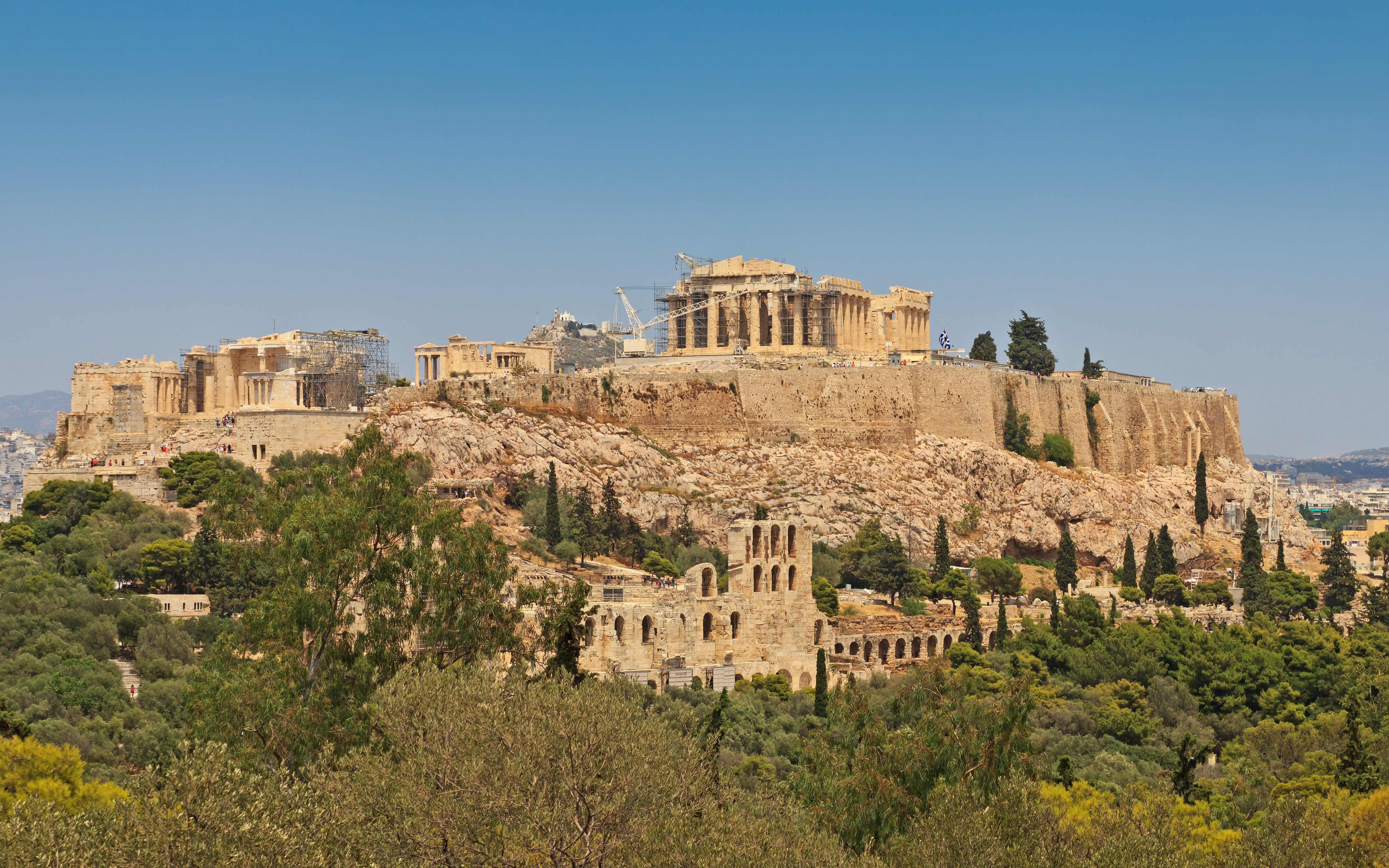
Akropolis i Aten.

## Historisk översikt
Antiken föregicks av den sena bronsålderskollapsen och några hundra år av kulturellt sönderfall i östra Medelhavsområdet. Antikens start sammanfaller med de olika grekiska och italienska stadsstaternas grundande och första spridning kring 800–700 f.Kr. Ibland räknas Homeros diktverk från ca 800 f.Kr. som början av antiken. Även det Grekiska alfabetet utvecklades vid denna tid.
Slutet för antiken sätts ofta till Västroms fall år 476 e.Kr. Därefter följer den tidiga medeltiden. En del räknar även senantiken, omkring 300–600 e.Kr., som en egen, separat, epok mellan antiken och medeltiden. Det är då möjligt att placera slutet av antiken antingen till omkring 300 e.Kr. eller 600 e.Kr., beroende på om senantiken inkluderas eller inte.

## Antikens Grekland

### Arkaisk tid
Perioden 700–480 f.Kr. kännetecknas av stadsstaternas uppkomst och hellensk kolonisering längs Medelhavets och Svarta havets kuster.

### Klassisk tid
Åren 480–323 f.Kr. är den period då konst, litteratur och filosofi enligt många når sin höjdpunkt. Stadsstaternas inbördes maktkamp bidrar till att de blir lydstater under Makedonien.

### Hellenistisk tid
Den hellenistiska eran 323–30 f.Kr., inleds efter Alexander den stores erövringar. Nya stater uppkommer i Alexanders kölvatten – Seleukidiska riket, Ptolemeiska riket och senare stater som exempelvis Pergamon, Baktrien, Partien, Antiokia, Seleukia och Alexandria. Den politiska delen av den hellenistiska tiden tar slut i och med att Rom annekterar Egypten år 30 f.Kr. Hellenismen och det hellenistiska språket lever kvar och förblir "lingua franca", ett allmänt använt språk, under de följande århundradena.

Colosseum i Rom.

## Antikens Rom

### Roms kungatid
Huvudartikel: Kungariket Rom. 753–509 f.Kr..
Enligt myten grundades staden Rom den 21 april 753 f.Kr. av Romulus, den ene av de två bröderna Romulus och Remus, vilka hade blivit uppfödda av en varginna och sedan vuxit upp hos herden Faustulus. Kungariket Rom upphörde när den romerska republiken bildades genom att Tarquinius Superbus avsattes 509 f.Kr.

### Republiken
Den romerska republiken existerade från 500-talet f.Kr. för att sedan gå upp i kejsardömet 27 f.Kr., då Augustus blev kejsare. Ordet republik härstammar just från Rom och då i formen res publica, direktöversatt "offentlig sak".

### Kejsartiden – Romerska riket
Huvudartiklar: Romerska riket, Principatet 27 f.Kr.–284 e.Kr. och Dominatet 284–476 e.Kr.
År 27 f.Kr.–500 e.Kr., Octavianus blir kejsare över romarriket och en 200-årig fred, "Pax Romana" inleds. Under 200-talet är riket i kris både finansiellt och administrativt, samtidigt som gränserna hotas i norr och öster. År 395 e.Kr. delas Romarriket i en västlig och östlig del. Västrom faller år 476 för germanen Odovakar och kejsarmakten lever kvar endast i den östra rikshalvan, med Konstantinopel som huvudstad.

### Senantiken
Efter att Västrom slutligen fallit år 476 e.Kr. kvarstod vissa antika institutioner, exempelvis senaten i Rom, under en tid. Samtidigt hade viktiga förändringar skett redan under den sena kejsartiden. Det är därför vanligt att betrakta senantiken, omkring 300–600 e.Kr, som en separat epok mellan antiken och den tidiga medeltiden.
Senantiken präglas av kristendomens framväxt, städernas nedgång, germanska invasioner och feodalismens gradvisa införande.

## Utomeuropeiska motsvarigheter
Termen antiken, utan geografisk specificering, avser normalt ett inflytelserikt skede i Greklands och Romarrikets historia, som beskrivet ovan. På svenska används begreppet också i överförd bemärkelse om liknande utvecklingsstadier hos utomeuropeiska kulturer, till exempel Antika Egypten, Antika Indien och Antika Kina. Detta språkbruk har ingen bred internationell motsvarighet. Som exempel, på engelska talas istället om Ancient Egypt, Ancient India och Ancient China. En alternativ svensk term är forntida, men den termen används också i en annan betydelse som förhistorisk.

## Konst, musik och litteratur
- Se Antikens konst, Grekisk konst, Romersk konst
- Den grekiska antikens musik
- Antikens litteratur

## Filosofi, kosmologi och religion
Huvudartikel: Antikens filosofi
- Atomism
- Epikurism
- Gnosticism
- Grekisk religion
- Hellenism
- De joniska naturfilosoferna
- Kristendom
- Mithras
- Mysteriekulter
- Nyplatonism
- Pythagoréerna
- Romersk religion
- Skepticism
- Stoicism

## Personer
Se Kategori:Personer under antiken.

## Städer
- Alexandria
- Antiokia
- Aten
- Delfi
- Edessa
- Efesos
- Karthago
- Miletos
- Pergamon
- Rom
- Sardes
- Sparta
- Thebe
- Troja